# Метод Лоури
Метод Лоури — один из колориметрических методов количественного определения белков в растворе. Предложен Лоури (Lowry) в 1951 году. Является самой цитируемой научной статьей в мире (к январю 2004 года статья была процитирована более 275000 раз).

## Принцип
В щелочной среде ионы Cu2+ образуют комплекс с пептидными связями, переходя в Cu+. Одновалентные ионы меди реагируют с реактивом Фолина (фосфомолибденовая кислота с фенолом), образуя нестабильный продукт, переходящий в молибденовую синь, с максимумом поглощения при 750 нм. Увеличение поглощения при 750 нм пропорционально концентрации белка. Метод очень чувствителен к наличию в растворе посторонних восстановителей (что затрудняет его использование при определении белка в неочищенных препаратах), чувствительность к белку — 10-100 мг/л.

## Другие методы
- Биуретовый метод
- Микробиуретовый метод
- Метод Бредфорда
- Спектрофотометрия